# Kościół Świętego Krzyża w Hanga Roa

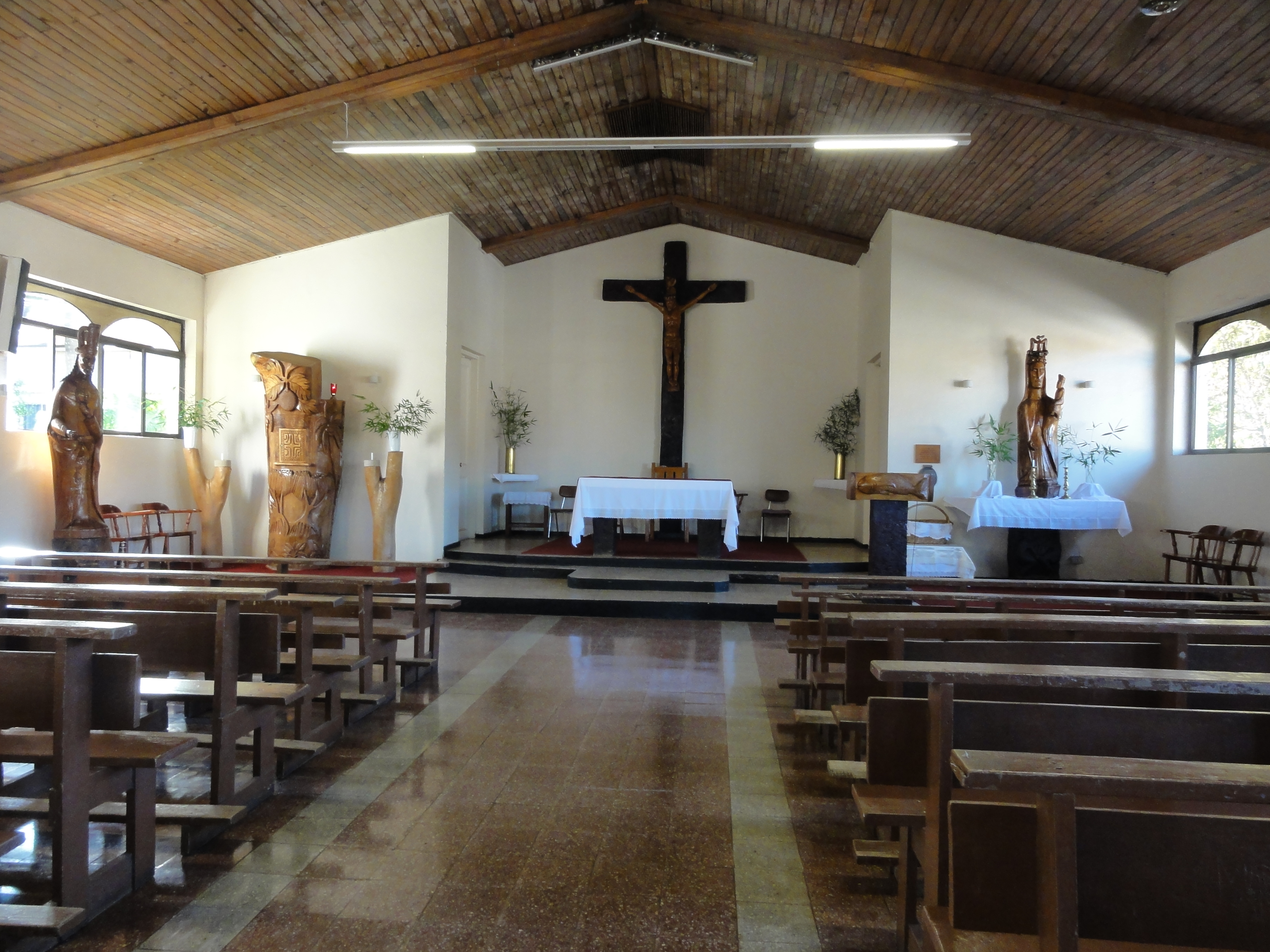
Wnętrze kościoła

Kościół Świętego Krzyża w Hanga Roa (hiszp. Iglesia de la Santa Cruz) – jedyny kościół obrządku rzymskokatolickiego na Wyspie Wielkanocnej, znajdujący się w Hanga Roa.

## Historia
Parafia Świętego Krzyża została założona w grudniu 1937 roku, należy ona do diecezji Valparaíso. Kościół powstał dzięki staraniom misjonarza Sebastiana Englerta.

## Architektura i wyposażenie
Budynek kościoła jest przykładem synkretyzmu religijnego – połączenia motywów katolickich i lokalnej tradycji. Jest to widoczne już na fasadzie, gdzie w pasie poziomym znajdują się symbole chrześcijańskie, takie jak tablice z dziesięciorgiem przykazań, klucze do raju i aniołowie, natomiast na kolumnach znajdują się symbole wyspiarskie: postacie Tangata manu, ryby oraz ptak manutara.
Wnętrze kościoła jest proste, w środku przy wejściu znajdują się rzeźby przedstawiające Archanioła Michała i św. Franciszka z Asyżu.
Górna część chrzcielnicy jest dekorowana symbolami rongorongo. Po lewej stronie kościoła znajduje się rzeźba Najświętszego Serca, przy czym twarz Jezusa przypomina moai kavakava, a na piersi ma reimiro (tradycyjną ozdobę w kształcie półksiężyca). W pobliżu znajduje wyrzeźbione w pniu drzewa tabernakulum, dekorowane motywami roślinnymi. Krzyż nad ołtarzem głównym wykonany został z kamienia wulkanicznego, natomiast postać Chrystusa ma nakrycie głowy z muszli i ości.
Po prawej stronie ołtarza głównego znajduje się rzeźba Matki Bożej z Rapa Nui. Figura powstała w 1970 roku i jest ona uważana za pierwszy chrześcijański wizerunek wykonany na Wyspie Wielkanocnej przez miejscowych rzemieślników. Postać Maryi jest stylizowana na moai, na głowie ma koronę z muszli zwieńczoną sylwetką ptaka manutara. Oczy zostały wykonane z muszli, a ich źrenice z obsydianu.
W kościele znajdują się również rzeźby przedstawiające św. Różę z Limy, Świętą Rodzinę i Ducha Świętego. Rzeźby w świątyni zostały wykonane z drewna i stanowią one próbę dostosowania miejscowej tradycji do chrześcijaństwa.
Liturgia w kościele sprawowana jest w języku hiszpańskim, jednak pieśni są śpiewane w języku rapanui.